# Hans-Jürgen Abt

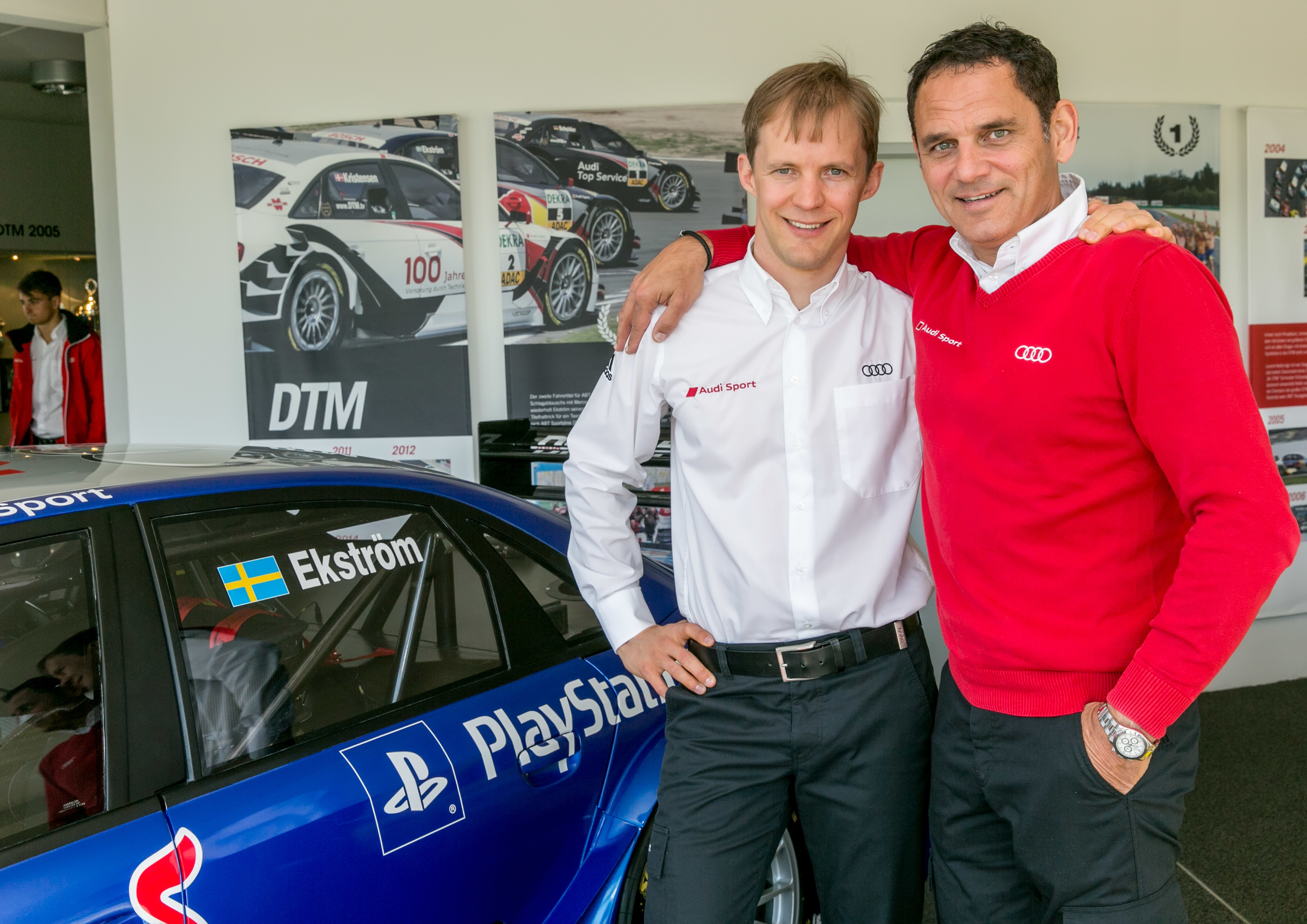
Hans-Jürgen Abt (rechts) mit dem DTM-Rennfahrer Mattias Ekström 2016

Hans-Jürgen Abt (* 24. Dezember 1962 in Kempten (Allgäu)) ist ein deutscher Unternehmer und ehemaliger Automobilrennfahrer.

## Werdegang
Hans-Jürgen Abt war von 1991 bis 2011 Co-Geschäftsführer und bis 2019 alleiniger Hauptgeschäftsführer des von Johann Abt gegründeten, in Kempten im Allgäu ansässigen Fahrzeugtuners ABT Sportsline. Seit 2019 ist er dort geschäftsführender Gesellschafter und Aufsichtsratsvorsitzender der ABT SE, der Hauptgesellschafterin der Abt Sportsline GmbH. Abt ist gelernter Speditionskaufmann und Automechaniker. Seit März 2024 ist er Stiftungsratsmitglied der ADAC Stiftung Sport, wo er den Platz von Timo Bernhard übernahm.

## Privates
Hans-Jürgen Abt ist verheiratet, lebt in Kempten im Allgäu und ist der Sohn von Johann Abt sowie der Bruder von Christian Abt und der Vater von Daniel Abt und einer Tochter.